# Maru (Nigeria)
Maru es una localidad del estado de Zamfara, en Nigeria, con una población estimada en marzo de 2016 de 403 700 habitantes.
Se encuentra ubicada al noroeste del país, en la cuenca hidrográfica del río Sokoto —un afluente del río Níger— y cerca de la frontera con Níger.